# 曼蒂 (原聲帶)
《曼蒂（原聲帶）》（英語：Mandy (Original Motion Picture Soundtrack)）是一套2018年美國同名电影的原聲帶，由冰島作曲家約翰·約翰森所負責作曲，而當他於2018年2月9日過世後，《曼蒂》則成為了其遺作之一，也是最後一部原聲帶作品。
約翰的經紀人提姆·哈德森（Tim Husom）表示，約翰在生前一直努力於《曼蒂》的配樂，好讓電影趕上日舞影展。他還透露最初於2016年8月，收到了來自製片公司幽視影業的電話，對方邀請約翰為《曼蒂》的配樂作曲；當約翰才剛完成了《異星入境》（2016年）後，他們收到了《曼蒂》的情緒板並很快讓約翰產生興趣。
約翰在該片使用了全新嘗試的沉重搖滾樂，並接受了美國先鋒金屬樂團Sunn O)))的吉他手史蒂芬·歐莫利及唱片製作人藍道爾·鄧恩的協助。鄧恩表示，約翰最初的計劃是在帶有九支樂隊和一個充滿合成器的房間中現場錄製這帶有搖滾風的原聲帶，好讓「任何人都能跳起來」；但這最終並未實現，且電影配樂與電影本身的音樂提示是分開來創作，使該原聲帶「在精神上非常像搖滾專輯」。
King Crimson的〈Starless〉出現在電影的開頭。導演帕諾斯·柯斯麥托斯透露：「對我而言，該歌詞有點像在一個無神的世界中接受你的命運。在我開始寫作的那段時間裡，我做出了有意識的決定，拒絕了我生命中所有的宗教和迷信。」
在美國，《曼蒂》的電影原聲帶於2018年9月14日發行數位版，而實體版則發行於2018年10月19日。電影在美國首映後不久，片中角色耶利米·沙德（Jeremiah Sand）的兩首單曲在《曼蒂》的官方Bandcamp網站上發布。2020年10月，還發行了附有黑膠唱片的耶利米完整專輯。

## 曲目
| 曲目列表 | 曲目列表                     | 曲目列表 |
| 曲序     | 曲目                         | 时长     |
| -------- | ---------------------------- | -------- |
| 1.       | Seeker of the Serpent's Eye  | 2:11     |
| 2.       | Starling                     | 2:15     |
| 3.       | Mandy Love Theme             | 4:38     |
| 4.       | Horns of Abraxas             | 1:31     |
| 5.       | Black Skulls                 | 2:45     |
| 6.       | Death and Ashes              | 4:38     |
| 7.       | Sand                         | 2:02     |
| 8.       | Red                          | 1:32     |
| 9.       | Forging the Beast            | 1:46     |
| 10.      | Dive-Bomb Blues              | 2:15     |
| 11.      | Waste                        | 2:55     |
| 12.      | Temple                       | 2:59     |
| 13.      | Burning Church               | 1:37     |
| 14.      | Memories                     | 2:34     |
| 15.      | Children of the New Dawn     | 5:31     |
| 16.      | Chainsaw Fight (Bonus Track) | 2:06     |
| 总时长： | 总时长：                     | 43:15    |